# ولبرشتس‌هاوزن
ولبرشتس‌هاوزن (به آلمانی: Wolbrechtshausen) یک منطقهٔ مسکونی در آلمان است که در نورتن-هاردنبرگ واقع شده‌است. ولبرشتس‌هاوزن ۵۲۹ نفر جمعیت دارد.